# Smilacicola apicalis
Smilacicola apicalis är en insektsart som beskrevs av Sadao Takagi 1969. Smilacicola apicalis ingår i släktet Smilacicola och familjen pansarsköldlöss. Inga underarter finns listade i Catalogue of Life.